# Burg Banz
Die Burg Banz ist eine abgegangene
frühmittelalterliche Ringwallanlage und hochmittelalterliche Höhenburganlage auf dem Banzer Berg bei Neubanz, einem Gemeindeteil von Bad Staffelstein im Landkreis  Lichtenfels in Bayern.
Von der ehemaligen Burganlage, die im 10. Jahrhundert Mittelpunkt des Banzgaus war, sind nur noch Wall- und Grabenreste erhalten. Nördlich der Burg Banz liegt auf der Bergkette der Ringwall Banzer Berg, nordnordwestlich auf dem Kulch der Ringwall Kulch und westlich auf dem gleichnamigen Berg die Burg Steglitz.
Um 1070 gründeten Gräfin Alberada von Schweinfurt, Tochter Ottos III. von Schweinfurt und ihr Mann, Graf Hermann von Habsberg-Kastl, auf der Burgstelle das Kloster Banz.